# Romance (canción de My Chemical Romance)
«Romance» es una pieza instrumental de My Chemical Romance de su disco I brought you my bullets, you brought me your love, publicado en 2002. Es muy diferente a las otras pistas en el álbum pues esta es una pieza acústica clásica y el resto de las canciones en el álbum son más bien hardcore.

## Origen
«Romance» es una pieza de guitarra clásica española tocada por Ray Toro. Su título original es «Romance de amor» o «Romance hispano». Sin embargo, su autor original es desconocido hasta el día de hoy. Esta también es la única canción de My Chemical Romance que no tiene letras y que usa solo la guitarra como instrumento, excepto en una única presentación en vivo en que se cantó con algunos versos. Esta es también un homenaje a la escena «Romantic dinner» («Cena romántica») de la película El amanecer de los muertos de 1978, donde Stephen (David Emge) se le declara a Fran (Gaylen Ross). En esa escena de la película tocan esta canción. El amanecer de los muertos es una de las películas favoritas de Gerard y Mikey Way: la miran juntos cada año en víspera de Navidad.